# Palmeiras Nordeste Futebol Ltda.
O Palmeiras Nordeste Futebol Ltda. foi um clube de futebol baiano com sede em Feira de Santana, no estado da Bahia, Região Nordeste do Brasil. Foi campeão da segunda divisão do Campeonato Baiano de Futebol de 2001.
No Ranking da CBF, criado pela Confederação Brasileira de Futebol que pontua todos os times do Brasil, alcançou a posição 264.º com 3 pontos (ainda como Associação Atlética Independente) e 335.º com 1 ponto (já como Palmeiras do Nordeste).[carece de fontes?]

## História
O clube entrou no profissionalismo em 2000 com o nome de Associação Atlética Independente para disputar a 3ª Divisão do Campeonato Baiano onde conquistou o vice-campeonato e o acesso a 2ª Divisão. Em 2001, conquistou o título da 2ª Divisão ao vencer o Grapiúna na final.
No ano de 2002, o clube em parceria com Palmeiras passa a se chamar Palmeiras Nordeste Futebol Ltda. e, em sua primeira participação na divisão principal, conquista o título do Campeonato do Interior, garantindo o direito de disputar o Campeonato Brasileiro da Série C.
Em 2003, conquistou a Taça Estado da Bahia, vencendo o Cruzeiro de Cruz das Almas na final.
Sua decadência iniciou-se em 2004 quando o Palmeiras encerrou sua parceria com o clube. Em 2005, mesmo com grandes dificuldades financeiras disputou o Campeonato Baiano na cidade de Santo Antônio de Jesus, sendo rebaixado após desempate contra o Sport Camaçariense.
Estava filiado à Federação Bahiana de Futebol em 2007 como clube integrante da 2ª Divisão. Ainda naquele ano, o ex-presidente Dilson Gamela filiou na FBF o Independente Esporte Clube, tentativa de reviver a antiga Associação Atlética Independente. Acabou conquistando a 2ª Divisão do Campeonato Baiano, quando mudou de nome em definitivo para Feirense Futebol Clube.

## Títulos
| Estaduais | Estaduais                   | Estaduais | Estaduais  | Estaduais |
|           | Competição                  | Títulos   | Temporadas |           |
| --------- | --------------------------- | --------- | ---------- | --------- |
|           | Taça Estado da Bahia        | 1         | 2003       |           |
|           | Campeonato Baiano - Série B | 1         | 2001       |           |